# Mechar

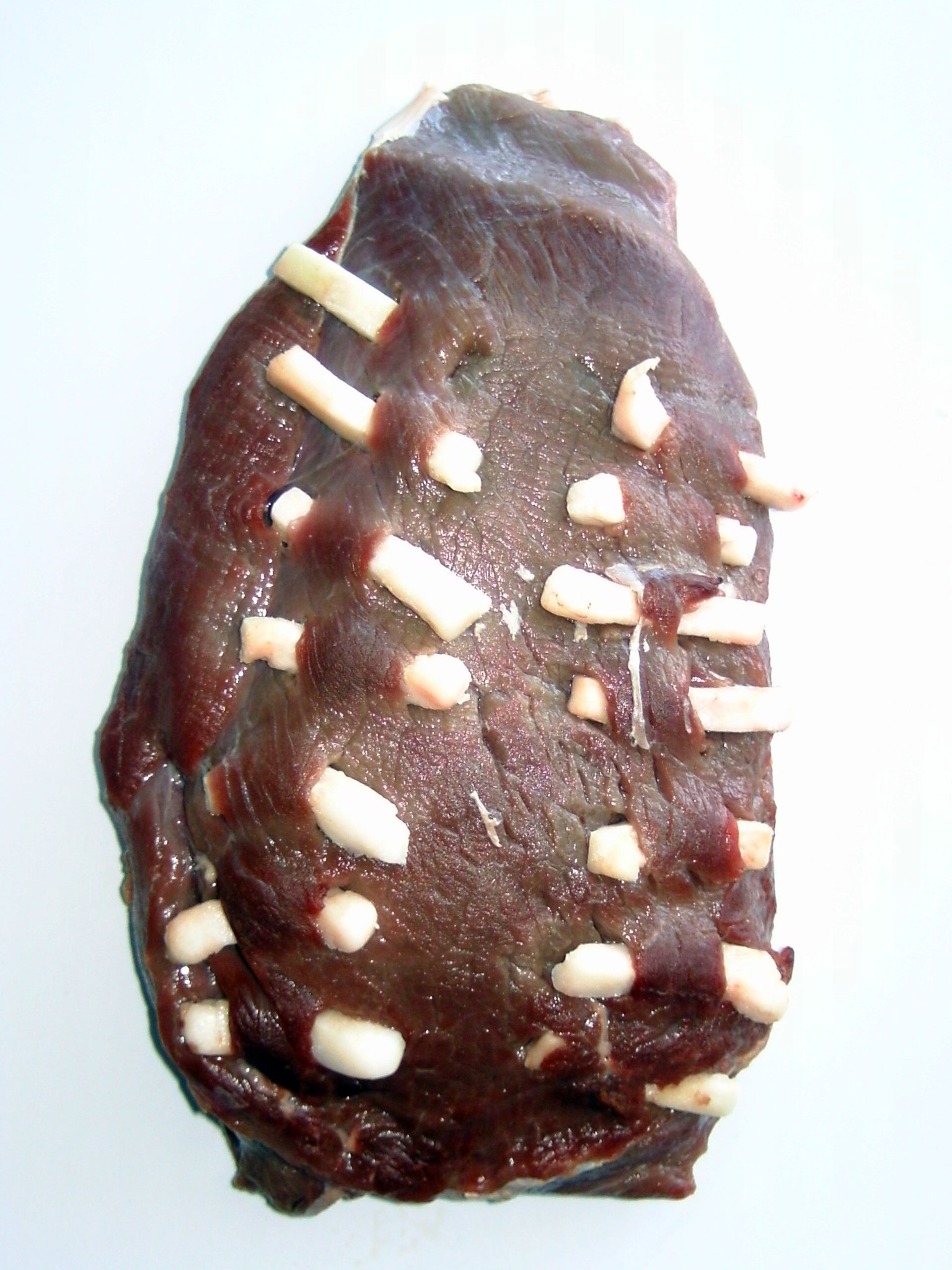
Un filete de carne de vaca mechado con tiras de grasa.

Mechar es ensartar tiras de tocino enfriadas (lardons), con la ayuda de una aguja especial, en carnes que luego se estofan o asan, como cortes de buey o ternera (especialmente los magros), ave y pescados como el salmón. El tocino se corta en tiras de un grosor de unos 3 mm y es fundamental que se enfríe antes de cortarlo y ensartarlo.
La técnica se explica prolijamente en el clásico libro de cocina francesa La bonne cuisine de Madame E. Saint-Ange, que detalla dos técnicas: el mechado, en el que las tiras se ensartan con la ayuda de una aguja especial dentro de la carne, y el forrado o recubrimiento superficial con tocino, llamado albardado o enalbardado. Madame St. Ange recomienda la adición de tocino a la molleja de ternera estofada y para una forma concreta de preparar liebre. El escritor culinario estadounidense James Peterson recomienda específicamente el fatback para mechar, ya que el tocino salado, dice, «tiene un sabor raro y no resulta.»

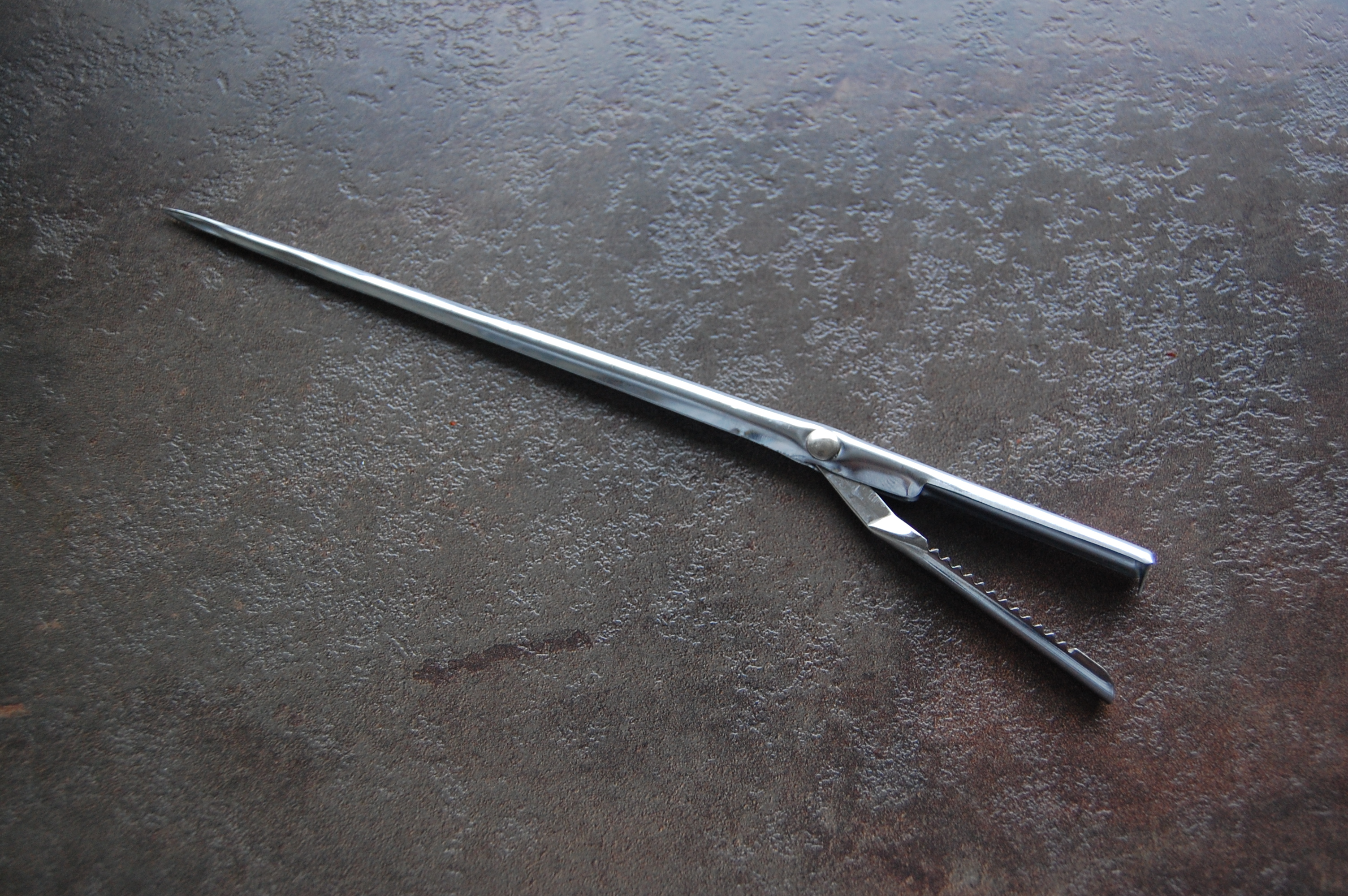
Aguja mechadora o de mechar
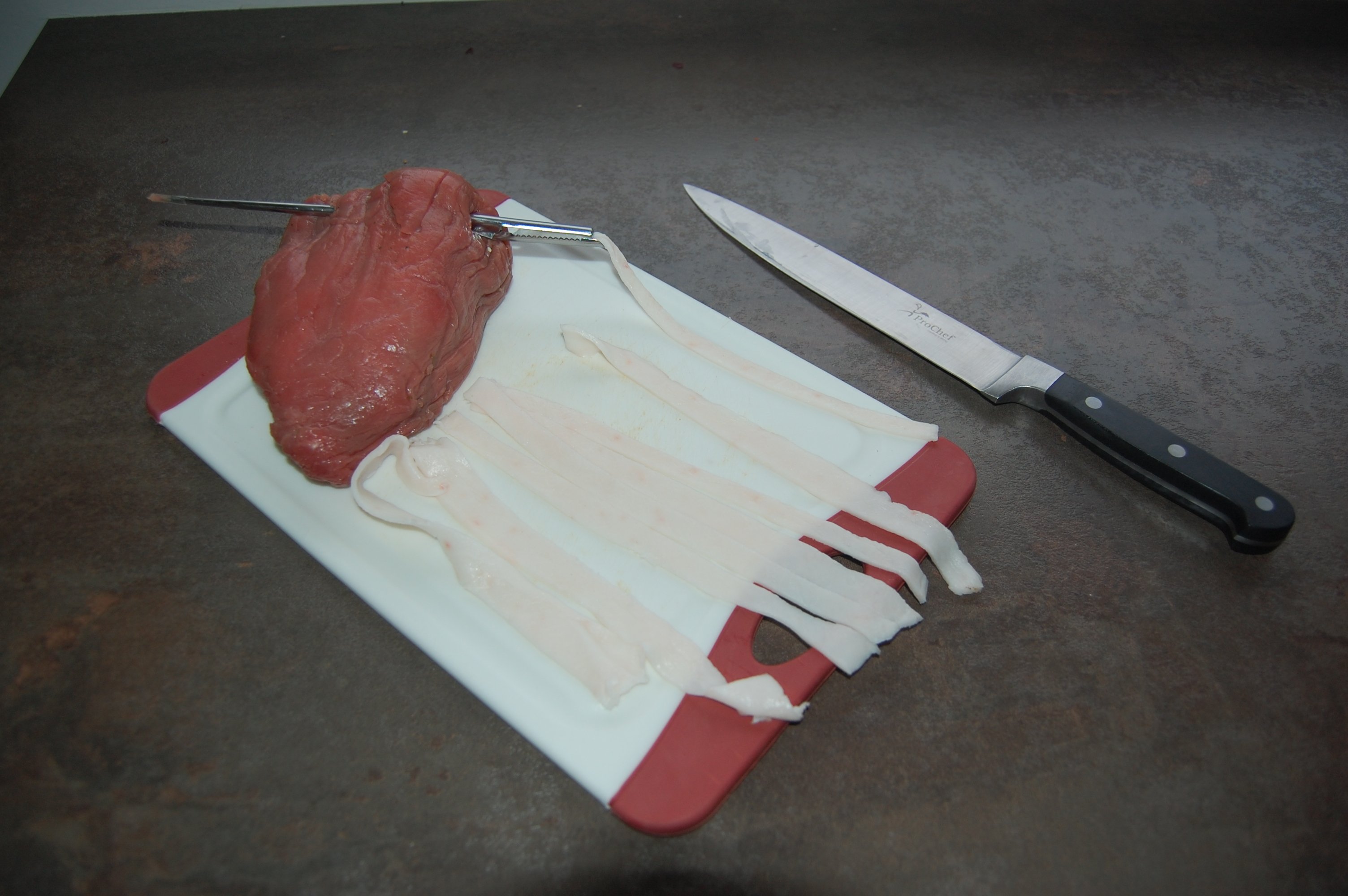
Mechando la carne
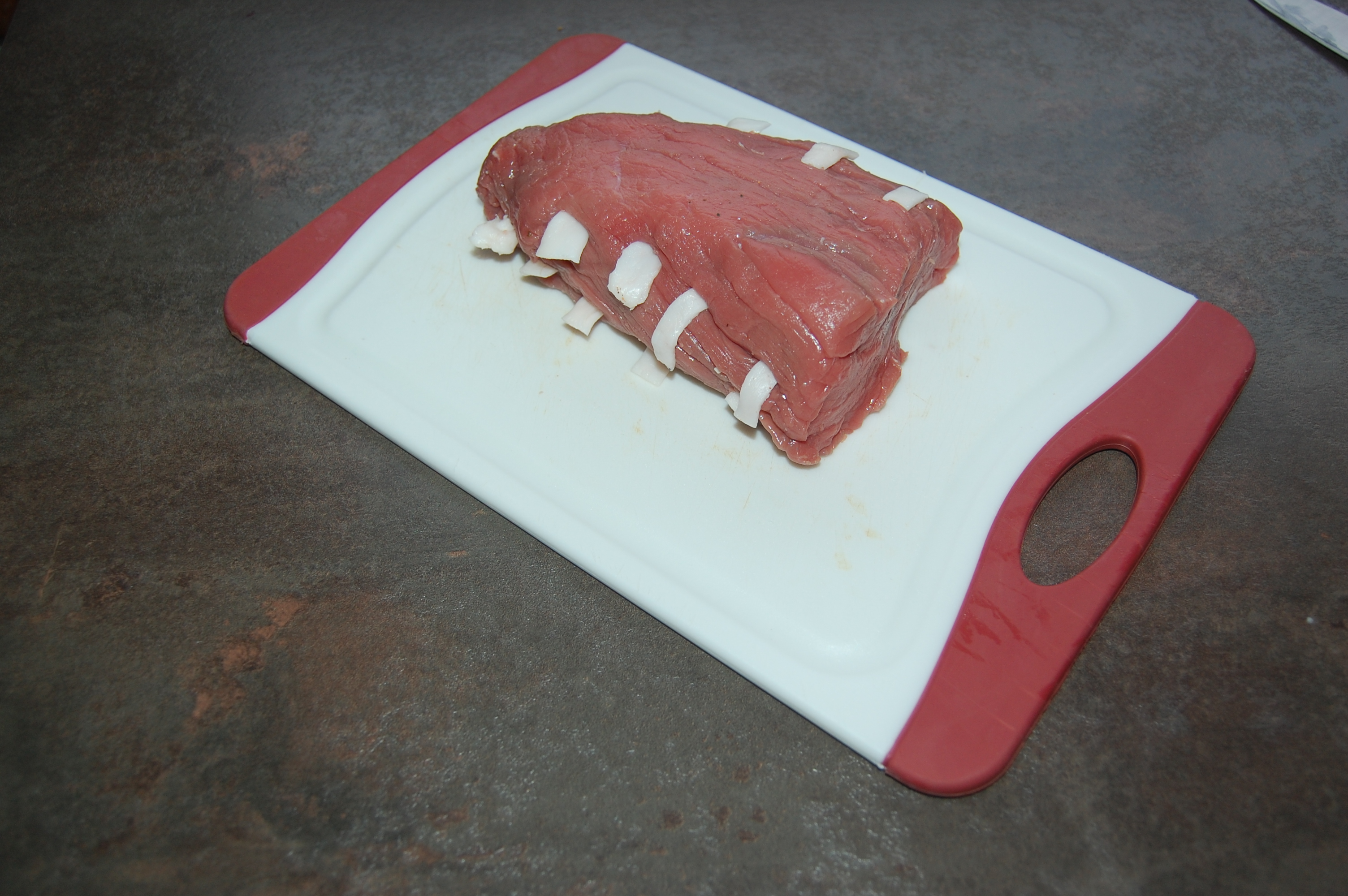
La carne ya mechada

## Aguja de mechar
Se distinguen dos tipos de aguja de mechar (o lardoir): hueca y con forma de U. La aguja de mechar hueca tienen unos 5 mm de diámetro y algún tipo de diente o gancho para mantener sujeta la tira de tocino, ya que se introduce completamente en la carne. La aguja con forma de U es larga y tiene una sección con esta forma.
Cuatro agujas de mechar, acompañadas por dos espetones cruzados, aparecen en el escudo de armas de la Confrérie de la Chaîne des Rôtisseurs, una sociedad gastronómica francesa.